# Vysoká škola múzických umění v Bratislavě
Vysoká škola múzických umění v Bratislavě (slovensky Vysoká škola múzických umení v Bratislave, zkratkou VŠMU) je slovenská vysoká škola, která na svých fakultách vychovává odborníky v oblastech divadla, loutkoherectví, hudby, tance, filmu a televizní tvorby. Byla založena v roce 1949 v Bratislavě a navázala na Hudební a dramatickou akademii pro Slovensko (HADAPS).
Současným rektorem VŠMU je doc. akad. mal. Milan Rašla.
Dalšími představiteli školy jsou prorektoři :
- doc. Ida Hledíková, PhD. (prorektorka pro zahraničí a styk s veřejností)
- doc. Jozef Puškáš, ArtD. (prorektor pro rozvoj, výzkum a uměleckou činnost)
- MgA. Jana Billová (prorektorka pro vzdělávání).

Rektorát Vysoké školy múzických umění sídlí spolu s na Ventúrské ulici číslo 3 v Bratislavě, v bývalé budově Universitas Istropolitana.

## Fakulty VŠMU
Vysoká škola múzických umění má v současnosti tři fakulty:
- Divadelní fakulta (od 1953 samostatná fakulta) (zkratka DF VŠMU)
- Hudební a taneční fakulta (od 1953 samostatná fakulta) (zkratka HTF VŠMU)
- Filmová a televizní fakulta (od 1990 samostatná fakulta) (zkratka FTF VŠMU)

Kromě těchto fakult škola disponuje několika pracovišti s celoškolní působností:
- Katedra jazyků
- Katedra UNESCO pro management kultury a umění
- Knihovna VŠMU
- Informační středisko